# Synopeas gallicola
Synopeas gallicola är en stekelart som beskrevs av Jean-Jacques Kieffer 1916. Synopeas gallicola ingår i släktet Synopeas och familjen gallmyggesteklar. Inga underarter finns listade i Catalogue of Life.